# Robert Van Arsdale
Robert Van Arsdale, o anche van Arsdale (New Jersey, 25 ottobre 1807 – New York, 24 dicembre 1873), è stato un astronomo amatoriale statunitense, di professione avvocato.
Durante la sua attività astronomica, Van Arsdale si è dedicato alla ricerca di comete e osservazioni dei pianeti, non tralasciando anche altri generi di osservazioni come le occultazioni lunari. Van Arsdale aveva costruito un proprio osservatorio privato nel 1850, situato in prossimità della sua abitazione a Newark (New Jersey, USA). L'osservatorio era dotato di due telescopi: il primo, di 4 o 5 pollici (corrispondenti a circa 10 o 13 cm) di apertura, costruito da Henry Fitz ed acquistato nel 1850 per 1.125 dollari; e un secondo telescopio di 6 pollici e 3/8 (16,2 cm), con montaggio equatoriale, acquistato da Fitz l'anno seguente.
Van Arsdale ha scoperto due comete: il 25 novembre 1853 la C/1853 W1 (van Arsdale) e il 10 novembre 1857 la C/1857 V1 (Donati-van Arsdale) assieme a Giovanni Battista Donati. Ha inoltre scoperto indipendentemente la cometa C/1854 R1 (Klinkerfues).